# V357 Carinae
a Carinae
Cet article concerne a Carinae (avec un a minuscule). Pour A Carinae (avec un A majuscule), voir HR 2554. Pour α (Alpha) Carinae, voir Canopus.
Désignations
V357 Carinae, également désignée a Carinae (a Car en abrégé), est un système d'étoiles de la constellation de la Carène.  Sa magnitude apparente moyenne est de +3,44. D'après la mesure de sa parallaxe annuelle par le satellite Hipparcos, il est situé à environ 450 années-lumière de la Terre. Il s'éloigne du Système solaire à une vitesse radiale héliocentrique de +23 km/s.
V357 Carinae est une binaire spectroscopique à raies simples avec une période de 6,75 jours, ainsi qu'une binaire à éclipses. Sa composante visible est une étoile bleu-blanc de type spectral B2IV-V. Le système s'est également révélé être une binaire astrométrique, ce qui est mis en évidence par des anomalies dans son mouvement sur le ciel, dues à un compagnon invisible en orbite. Étant donné que les binaires astrométriques sont présumées avoir de longues périodes, le système est probablement triple.